# Predole (Serbia)
Predole (cyr. Предоле) – wieś w Serbii, w okręgu raskim, w mieście Kraljevo. W 2011 roku liczyła 80 mieszkańców.